# Departamento de Honda
El departamento de Honda es un extinto departamento de Colombia. Fue creado el 5 de agosto de 1908, siendo parte de las reformas administrativas del presidente de la república Rafael Reyes respecto a división territorial. El departamento duró poco, pues el mismo Reyes lo suprimió el 31 de agosto del mismo año por medio del decreto 916, asignando los municipios que lo conformaban a los departamentos de Ibagué y Manizales.

## División territorial
El departamento con capital en Honda estaba conformado de los municipios que formaban las provincias tolimenses de Líbano, Honda y Ambalema.
Las provincias estaban conformadas así:
- Provincia de Líbano: Fresno (capital), Casabianca, Líbano, Marulanda, Manzanares, Villahermosa.

- Provincia de Honda: Honda (capital), Guayabal, Mariquita, Santa Ana y Victoria.

- Provincia de Ambalema: Ambalema (capital), Lérida, Piedras, Caldas y Venadillo.